# Longford (Contea di Longford)
Longford (forma anglicizzata) o An Longfort (in irlandese) è una cittadina della Repubblica d'Irlanda, capoluogo della contea omonima.
Situata nelle midlands irlandesi, nelle aree centrali della nazione, Longford costituisce un importante snodo stradale. Nel centro cittadino la N4 (Dublino-Sligo) si divide dalla N5 (Longford-Westport), arteria che collega la capitale e il centro Irlanda con le zone occidentali a nord di Galway, mentre da sud giunge la N63 da Galway e Roscommon.

## Luoghi d'interesse
Il Corlea Trackway Visitor Centre è situato nei pressi di Longford, nella comunità di Keenagh. Il centro ospita case in una strada di torbiera dell'Età del Ferro costruite nel 148 a.C. tra le torbiere circostanti lo Shannon. La via delle querce è la più estesa del suo genere che sia stata scavata in Europa, realizzata negli anni dal Professor Barry Raftery dell'University College Dublin. Dentro l'edificio è presente un tratto di 18 metri della strada ancora preservati e mostrati in una sala appositamente umidificata.
La cattedrale di San Mel nel centro della cittadina annovera delle pregiate vetrate che hanno rischiato di andare perdute nel 2009 a seguito di un incendio.